# 栃谷善太郎
栃谷 善太郎（とちや ぜんたろう、1968年12月14日 - ）は、日本の俳優。千葉大学卒業。CLEO所属。

## 人物
- 教員免許を持っていて、小学校の教師を6年間務めたことがある。
- 趣味は、ジャズダンス、タップダンス、バレエ、野球、テニス、卓球、スキー、マラソンとスポーツがとても好き。

## 出演

### 映画
- g@me.（2003年、関東：井坂聡）
- THE 有頂天ホテル（2006年、監督：三谷幸喜）
- YOSHIMOTO DIRECTOR'S 100『Whisper 〜だから彼女はささやいた〜』（2008年、監督：友近）
- リアル鬼ごっこ（2008年、監督：柴田一成）

### ドラマ
- キューティーハニー THE LIVE（テレビ東京） - 担任の先生 役
- ミヤコ蝶々ものがたり（テレビ朝日）

### 舞台
- One On One 「大きな木 小さな木」
- 亜細亜象演劇卸売市場 「夜逃げ前」
- Stepsミュージカル 「モダンガールズ」
- ファミリーミュージカル 「オンリーワン」
- TEPCO1万人コンサート世界劇 「眠り王」
- 「boy be・・・」

### コマーシャル
- オートサロン
- コロナ
- トヨタ
- セガ 「宮里三兄弟内蔵 セガゴルフクラブ」

### ビデオパッケージ
- オリエンタルランド
- Scan nap
- 日本役信
- 社会を明るくする運動第56回『二つの道』　- 保護観察官 役

### スチール
- サノフィーアベンティス
- ネスレ
- NTTドコモ

### ウェブ
- セガ 「クロスワード天国」
- ヘーベルハウス